# Ronde van Spanje 2020/Twaalfde etappe
De twaalfde etappe van de Ronde van Spanje 2020 werd verreden op 1 november tussen La Pola Laviana en Alto de El Angliru. 
| La Pola Laviana – Alto de El Angliru (109,2 km) |                     |                        |          |
| Plaats                                          | Naam                | Ploeg                  | Tijd     |
| 1                                               | Hugh Carthy         | EF Education First     | 3u08'40" |
| 2                                               | Aleksandr Vlasov    | Astana Pro Team        | + 16"    |
| 3                                               | Enric Mas           | Movistar Team          | z.t.     |
| 4                                               | Richard Carapaz     | Team INEOS Grenadiers  | z.t.     |
| 5                                               | Primož Roglič       | Team Jumbo-Visma       | + 26"    |
| 6                                               | Sepp Kuss           | Team Jumbo-Visma       | z.t.     |
| 7                                               | Daniel Martin       | Israel Start-Up Nation | z.t.     |
| 8                                               | Wout Poels          | Bahrain McLaren        | + 1'35"  |
| 9                                               | Michael Woods       | EF Education First     | z.t.     |
| 10                                              | Felix Großschartner | BORA-hansgrohe         | + 2'15"  |
|                                                 |                     |                        |          |
| 50                                              | Kobe Goossens       | Lotto Soudal           | + 16'21" |

| Algemeen klassement |                     |                        |           |
| Plaats              | Naam                | Ploeg                  | Tijd      |
| Rode trui           | Richard Carapaz     | Team INEOS Grenadiers  | 48u29'27" |
| 2                   | Primož Roglič       | Team Jumbo-Visma       | + 10"     |
| 3                   | Hugh Carthy         | EF Education First     | + 32"     |
| 4                   | Daniel Martin       | Israel Start-Up Nation | + 35"     |
| 5                   | Enric Mas           | Movistar Team          | + 1'50"   |
| 6                   | Wout Poels          | Bahrain McLaren        | + 5'13"   |
| 7                   | Felix Großschartner | BORA-hansgrohe         | + 5'30"   |
| 8                   | Alejandro Valverde  | Movistar Team          | + 6'22"   |
| 9                   | Aleksandr Vlasov    | Astana Pro Team        | + 6'41"   |
| 10                  | Mikel Nieve         | Mitchelton-Scott       | + 6'42"   |
|                     |                     |                        |           |
| 23                  | Kobe Goossens       | Lotto Soudal           | + 43'04"  |

1e etappe ·
2e etappe ·
3e etappe ·
4e etappe ·
5e etappe ·
6e etappe ·
7e etappe ·
8e etappe ·
9e etappe ·
10e etappe ·
11e etappe ·
12e etappe ·
13e etappe ·
14e etappe ·
15e etappe ·
16e etappe ·
17e etappe ·
18e etappe
Startlijst · Eindstanden · Afbeeldingen